# Естонський ляльковий театр
Естонський ляльковий театр (ест. Eesti Nukuteater) — ляльковий театр у столиці Естонії місті Таллінні. 
Театр був започаткований у 1952 році Фердінандом Вейке, який очолював театр протягом 30 років. 
Репертуар театру складають як лялькові вистави, так і драми для дітей та молоді. 
В останні роки (2000-ні) збільшилася кількість вистав для дорослішої аудиторії. 
2010 року при театрі планується відкриття Музею ляльок.